# 福岡市立弥永西小学校
福岡市立弥永西小学校（ふくおかしりつ やながにししょうがっこう）は、福岡県福岡市南区弥永二丁目にある公立小学校。

## 態様
福岡市南区域の東方に位置する牛頸川と那珂川に挟まれた平野部、わずか西方に那珂川の流れを湛える弥永街区の一角に所在する。

## 歴史
- 昭和53年（1978年） - 弥永小学校から分離開校。

## 交通
最寄のバス停留所は西鉄バス『弥永西小入口』。

## 周辺
- 春日神社

東方弥永1丁目の一角に所在。
- 脊振神社

坂井若狭（さかいわかさ）なる人物の手により佐賀県神埼市脊振町服巻の『脊振神社下宮』から勧請されたと伝わる神社。北東弥永1丁目の一角に所在。
- 警固神社

福岡市中央区天神に鎮座する『警固神社』の起源とされる神社。北方警弥郷3丁目の一角に所在。